# Partito Verde Ecologista del Messico
Il Partito Verde Ecologista del Messico (in spagnolo: Partido Verde Ecologista de México - PVEM) è un partito politico messicano.

## Storia
Il partito è stato fondato nel 1986 da Jorge González Torres con il nome di Partito Verde Messicano. Nel 1991 ha cambiato nome in Partito Ecologista del Messico, e due anni più tardi ha assunto l'attuale denominazione di Partito Verde Ecologista del Messico.
Alle elezioni presidenziali del 2000 ha sostenuto il candidato del Partito Azione Nazionale, Vicente Fox. Successivamente a partire dal 2003 è stato stabilimente alleato del Partito Rivoluzionario Istituzionale, contribuendo all'elezione di Enrique Peña Nieto a presidente della repubblica nel 2012. Nel 2019 il PVEM ha abbandonato l'alleanza con il PRI per entrare a far della coalizione di sinistra Juntos Hacemos Historia, che sostiene l'attuale presidente Andrés Manuel López Obrador.

## Ideologia
Il PVEM è un partito che combina le idee a tutela dell'ambiente tipiche dei movimenti ecologisti con posizioni conservatrici in campo sociale. Ad esempio, nel 2009 destò clamore una campagna del partito a favore del ripristino della pena di morte in Messico, che trovò la ferma condanna del Partito Verde Europeo.

## Risultati elettorali
| Elezione          | Elezione | Voti (Proporzionale) | %    | Voti (Maggioritario) | %    | Seggi    |
| ----------------- | -------- | -------------------- | ---- | -------------------- | ---- | -------- |
| Generali 2012     | Camera   | 3.054.718            | 6,43 | 3.045.385            | 6,44 | 34 / 500 |
| Generali 2012     | Senato   | 2.880.080            | 6,06 | 2.869.843            | 6,06 | 9 / 128  |
| Parlamentari 2015 | Camera   | 2.757.170            | 7,26 | 2.757.170            | 7,54 | 47 / 500 |
| Generali 2018     | Camera   | 2.694.654            | 4,99 | 2.685.677            | 5,00 | 16 / 500 |
| Generali 2018     | Senato   | 2.527.710            | 4,65 | 2.514.578            | 4,67 | 6 / 128  |
| Parlamentari 2021 | Camera   | 2.670.677            | 5,63 | 2.659.178            | 5,64 | 43 / 500 |
| Generali 2024     | Camera   | 4.993.988            | 8,72 | 676.092              | 1,19 | 77 / 500 |
| Generali 2024     | Senato   | 5.357.959            | 9,30 | 2.298.726            | 4,03 | 8 / 128  |